# Mutterschiff (Album)
Mutterschiff ist das sechste Studioalbum des Rappers Afrob. Es erschien am 23. September 2016 bei One Shotta Records. Unter anderem sind Gentleman, Samy Deluxe, Chefket und Xavier Naidoo auf dem Album mit Gastbeiträgen vertreten.

## Hintergrund
Anfang Juli 2016 wurde das Album von Afrob angekündigt. Die Single Ich bin dieser wurde bereits am 15. Juli 2016 auf YouTube veröffentlicht. Die Premiere fand auf 16BARS.TV statt. Das Albumsnippet wurde am 13. September 2016 veröffentlicht. Es wird über Soulfood vertrieben.
An der Produktion des Albums waren hauptsächlich Rik Marvel, Abaz, Phono und Brainfood & The Mentalist beteiligt.

## Titelliste
| #  | Titel                               | Länge |
| -- | ----------------------------------- | ----- |
| 1  | Ich bin dieser                      | 3:10  |
| 2  | Alles nehm ich mit                  | 4:24  |
| 3  | Einfach machen (feat. Gentleman)    | 4:05  |
| 4  | Warum bist du so                    | 4:15  |
| 5  | Herz und Seele (feat. Samy Deluxe)  | 2:38  |
| 6  | Kein Weg zurück                     | 5:00  |
| 7  | One Man Show                        | 3:09  |
| 8  | Mein Song                           | 3:32  |
| 9  | Es geht wieder los (feat. MC Sadri) | 4:03  |
| 10 | Das muss es sein (feat. Haben)      | 3:38  |
| 11 | Weit weg (feat. Xavier Naidoo)      | 3:40  |
| 12 | Interlude                           | 1:41  |
| 13 | Wenn ich groß bin (feat. Chefket)   | 4:55  |
| 14 | Irgendwann                          | 3:41  |
| 15 | Oh Gott (feat. M.A.M)               | 4:01  |
| 16 | No Love                             | 3:28  |

## Rezeption
Bei Laut.de erhielt das Album drei von fünf möglichen Sternen. Der Rezensent Johannes Jimeno schreibt:

„Man bekommt, was man vom Stuttgarter gewohnt ist. […] In keinem Song wirkt er gelangweilt. Die Beats sind dazu bis auf zwei Ausnahmen sehr fein und mit eingängigen Melodien produziert und lassen dem Rapper genügend Raum zur Entfaltung. An manchen Stellen mag die letzte, in sich geschlossene Konsequenz fehlen.“

Das Online-Magazin rap.de sieht das Album aus einem positiven Blickwinkel und urteilt:

„Textlich gesehen erweckt es den Eindruck, dass Afrob sich selbst gefunden hat. Seine Texte wirken sehr reflektiert – genug zu erzählen hat er zudem ja sowieso immer. […] Seine Leidenschaft und die Freude an der Musik kann man in jedem einzelnen Song heraushören, keiner davon wirkt gelangweilt oder wie Füllmaterial. Die Produzenten haben sich gut aufeinander abgestimmt und somit sind insgesamt sehr zugängliche und ästhetische Sounds entstanden.“